# Pythodoros (Stratege)
Pythodoros (altgriechisch Πυθόδωρος Pythódōros, latinisiert Pythodorus; vermutlich * vor 479 v. Chr.; † nach 414 v. Chr.) war ein Stratege im antiken Athen und Anhänger Zenons von Elea.
In Platons Dialog Parmenides ist Pythodoros anlässlich der großen Panathenäen im August 450 Gastgeber des greisen Parmenides und seines Schülers Zenon. Zuvor wird er als Freund Zenons bezeichnet, möglicherweise ist er auch dessen Schüler. Als Hauseigentümer und Gastgeber muss er zu dieser Zeit bereits einen gewissen gesellschaftlichen Stand haben.
Im Jahr 426/5 v. Chr., während des Peloponnesischen Krieges, war Pythodoros Stratege und wurde von Athen nach Sizilien entsandt, wo er Laches als Oberbefehlshaber der Flotte ablöste. Dort versuchte er, eine bereits von Laches vor ihm eingenommene lokrische Festung zurückzuerobern, unterlag in der Schlacht jedoch den Lokrern und zog sich wieder zurück. Nach seiner Rückkehr nach Athen wurde er mit der Verbannung bestraft.